# Robinson Devor
Robinson Devor és un director, guionista i editor de cinema nord-americà. També és professor de cinema al Cornish College of the Arts.
Devor ha dirigit tant documentals com pel·lícules de ficció; la seva filmografia inclou obres narratives com The Woman Chaser (1999) i Police Beat (2005), i el seu treball documental inclou Zoo (2007) i Pow Wow (2018).

## Primers anys
Devor es va criar al comtat de Westchester a Nova York. Després d'aconseguir el seu BFA en cinema a la SMU, Devor es va traslladar a Los Angeles, on es va convertir en un assistent habitual al New Beverly Cinema. Va considerar convertir-se en poeta i va sol·licitar estudiar amb James Dickey a la Universitat de Carolina del Sud, però una oferta de feina inesperada a l'Àfrica el va entretenir durant un any. Durant aquest temps va guanyar prou diners per editar el metratge del seu primer documental Angelyne (1995).

## Carrera

### Angelyne(1995)
El primer curt documental de Devor Angelyne va ser una pel·lícula de 16 mm en blanc i negre de mitja hora de durada codirigida per Michael Guccioni. Devor va conèixer Guccioni en una nit setmanal de cinema d'avantguarda a Los Angeles, on tots dos van optar per treballar en un projecte col·laboratiu com a codirectors. Angelyne va captar un dia a la vida de la reina de la cartellera de LA feta a si mateixa, Angelyne. La pel·lícula es va estrenar al New York Underground Film Festival, on The Village Voice la va anomenar "un nocaut visual".

### The Woman Chaser(1999)
El primer llargmetratge de Devor, The Woman Chaser, va debutar al Festival de Cinema de Nova York de 1999 i després al Festival de Cinema de Sundance. Devor havia adquirit els drets de la novel·la de Charles Willeford de 1960 i va adaptar el llibre a un guió. La història se centra en un venedor de cotxes usats que decideix convertir-se en director de cinema. La pel·lícula va rebre unes bones notes crítiques al llarg de la seva carrera en sales als Estats Units i es va convertir en un clàssic de culte.
The Woman Chaser es va publicar en VHS en estèreo en la seva versió en blanc i negre l'any 2000 per Tribe Enterprises/The GLOBAL Asylum.

### Police Beat(2005)
El segon llargmetratge de Devor, Police Beat, va ser nominat al Gran Premi al Festival de Cinema de Sundance 2005. La pel·lícula va ser una adaptació solta de la columna setmanal de Charles Mudede, Police Beat, i es va centrar en un policia en bicicleta afro-musulmà malalt d'amor a Seattle. Va ser nomenada una de les millors pel·lícules de l'any per Film Comment and Art Forum. S'ha inclòs a la col·lecció permanent del Museum of Modern Art.

### Zoo(2007)
El següent documental de Devor, Zoo, també una col·laboració amb Mudede, es va estrenar mundialment al Festival de Cinema de Sundance de 2007, i després va actuar al Festival de Cinema de Canes a la secció Quinzena de Cineastes. La pel·lícula es basa en una història real sobre un enginyer de Seattle que va morir mentre tenia relacions sexuals amb un cavall. La pel·lícula va ser nomenada com "un dels 15 millors documentals dels anys 2000" per Taste of Cinema. També va guanyar el Premi Noves Visions al XL Festival Internacional de Cinema Fantàstic de Catalunya.

### Pow Wow(2018)
El llargmetratge documental de Devor del 2018 Pow Wow: An Anthropological Study of the Members of the Indian Desert Country Club, una col·laboració amb l'escriptor Michael McConville, va debutar al Fstival Internacional de Cinema de Locarno i després als Estats Units a Lincoln Centre (Art del Real). Va ser nomenada una de les millors pel·lícules de l'any per Richard Brody de The New Yorker.

### Projectes futurs
Devor està actualment en postproducció del llargmetratge You Can't Win, protagonitzat per Michael Pitt.
També està en producció d'un documental sobre Sara Jane Moore, la dona que va intentar assassinar el president Gerald Ford el 1975.
Devor està entrant a la preproducció d'una adaptació de la novel·la de Kenneth Patchen The Journal of Albion Moonlight. La trama se centra en un venedor de sabates de la ciutat de Nova York que condueix a Nebraska per mantenir-se al costat de la víctima d'un crim d'odi que podria haver passat o no.
Devor va col·laborar recentment amb l'escriptor Patrick Radoci en un pilot de televisió anomenat Coup d’Etat: How I Was Part of the Problem and Became a Problem For The Problem. La comèdia fosca satírica tracta d'un professor d'història de la Universitat Northwest que porta els seus estudiants pel camí de la revolució violenta.